# Јен Бај (покрајина)
Јен Бај (покрајина) (виј. Yen Bai) је једна од 58 покрајина Вијетнама. Налази се у региону Североисток (Вијетнам). Заузима површину од 6.899,5 km². Према попису становништва из 2009. у покрајини је живело 740.397 становника. Главни град је Yên Bái.